# SMath Studio
SMath Studio — программа для вычисления математических выражений и построения графиков функций. Работа с интерфейсом программы напоминает работу с обычным листом бумаги, так как все математические выражения в ней записываются не в строчку текстом, а в графическом, удобном для человека, виде (по аналогии с системой Mathcad).
Первая публичная бета-версия программы была создана в 2005 году для карманных компьютеров на языке C# под платформу Microsoft .NET Compact Framework 1.0. На текущий момент SMath Studio имеет версии для нескольких платформ: КПК, коммуникаторов, смартфонов, персональных компьютеров на базе операционных систем Windows и Linux и логически разделена на две программы: Handheld (карманная) и Desktop (настольная), которые соответствуют типу поддерживаемых платформ.

## Возможности программы
- Многоязычный интерфейс (переведена на 22 языка: английский, немецкий, датский, нидерландский, испанский, французский, португальский, хорватский, сербский, греческий, турецкий, китайский упрощённый, китайский традиционный, чешский, венгерский, итальянский, польский, русский, болгарский, литовский, украинский);
- Работа на устройствах с любым разрешением и ориентацией экрана (начиная с 240х240 пикселей и выше);
- Развитая поддержка единиц измерения (более двухсот встроенных, возможность создавать пользовательские);
- Отображение дву- и трёхмерных графиков функций;
- Возможность работы с файлами Mathcad (открытие и сохранение);
- Поддерживается работа как с числами, так и с символами;
- Работа со стандартными функциями программирования (if, for, while);
- Поддерживается работа с параметрами и функциями (как встроенными, так и пользовательскими);
- Всплывающее меню вставки встроенных функций и операторов при редактировании (как в визуальных средах программирования);
- Поддержка следующих типов данных: системы, матрицы, векторы, комплексные числа, дроби;
- Работа с бесконечностью;
- Поддержка следующих операций и функций: сложение, вычитание, умножение (скалярное и векторное), деление, нахождение факториала, возведение в степень, извлечение корня, модуль, тригонометрические функции, обратные тригонометрические функции, гиперболические функции, обратные гиперболические функции, логарифмы, сигнатура и аргумент комплексного числа, определитель матрицы, транспонирование матриц, миноры матрицы, алгебраические дополнения матрицы, след матрицы, ранг, перевод комплексных чисел из алгебраического в тригонометрический вид, численное дифференцирование и символьное дифференцирование, численное интегрирование, поиск вещественных корней уравнений и другие.